# Bénye
Bénye è un comune dell'Ungheria di 1.249 abitanti (dati 2001) situato nella contea di Pest, nell'Ungheria settentrionale.